# Cerusit
Cerusit je kosočtverečný minerál V. třídy (karbonáty), z řady aragonitu, s nímž je izotypní, chemicky jde o uhličitan olovnatý (PbCO3), místy hojný. Pojmenoval jej François Sulpice Beudant (1832) podle latinského slova cerussa, které v roce 1565 použil Konrad Gessner pro olovnatou bělobu. Vysoký obsah olova (téměř 78 %) se projevuje značnou měrnou hmotností.

## Vznik
Sekundární nerost, typický produkt oxidace galenitu a dalších nerostů Pb jak na rudních žilách (často společně s nerosty Cu a Zn), tak i ložiskových tělesech ve vápencích. Je nejhojnějším produktem zvětrávání galenitu a obyčejně bývá na něm narostlý.

## Popis
Tvoří krystaly rozmanitého habitu, nejčastěji sloupcovité, pyramidální, ale mohou být i tabulkovité nebo jehlicovité, často s typickým rýhováním. Vytváří kontaktní a penetrační dvojčata; cyklická trojčata mají typický pseudohexagonální habitus. Vyskytuje se také v celistvých, snopkovitých, paprsčitých a ledvinitých agregátech; bývá i zemitý nebo práškovitý, vzácně také ve formě krápníku. Bývá bezbarvý, bělavý, žlutý, zelenavý, modravý až černý, hlavně průsvitný. Lesk má mastný až démantový. Vryp má bílý až šedobílý, lom lasturnatý a je křehký. Někdy také fluoreskuje v ultrafialovém světle. 

## Využití
V gossanech rudních ložisek se místy vyskytuje vydatně a může být významnou olověnou rudou. Mletý cerusit se v minulosti používal jako běloba pro přípravu barev a kosmetických přípravků; kvůli riziku otravy olovem bylo od tohoto použití ve vyspělejších zemích světa upuštěno.

## Výskyt
- Tsumeb, Namibie (až 20 cm velké krystaly)
- Mibladen, Maroko
- Stříbro, Česko
- důl Flux, Arizona, USA
- Johanngeorgenstadt, Sasko, Německo
- Monteponi, Sardinie, Itálie